# Irpa abyssicola
Irpa abyssicola är en sjögurkeart. Irpa abyssicola ingår i släktet Irpa och familjen Elpidiidae. Inga underarter finns listade i Catalogue of Life.